# Нуматина (река)
Нуматина је река у Јужном Судану у вилајету Западна Екваторија и Западни Бахр ел Газал. Извире на планинском венцу Азандски праг, у близини границе са Централноафричком Републиком. Тече правцем југозапад-североисток на дужини од око 220 km, до ушћа у реку Бусери, леву притоку Џура.